# Flen flyys
Flen flyys (ossia in italiano: "pulci, mosche") è il nome con cui è comunemente indicata una poesia anonima e priva di titolo, scritta in inglese medio attorno al 1475 e divenuta famosa per il fatto di riportare la prima apparizione nota del verbo volgare "fuck", in italiano traducibile con "scopare".

## Testo
Il componimento, scritto in un latino maccheronico a metà tra l'inglese e il latino e che prende il nome dalle prime parole del suo primo verso, Flen, flyys and freris, satireggia sulla vita dei frati Carmelitani del Cambridgeshire, storica contea dell'Inghilterra orientale.
Scoperta nel manoscritto Harley MS 3362, conservato alla British Library, e pubblicata per la prima volta nel 1841 all'interno dell'opera Reliquiæ Antiquæ di T. Wright e J. O. Halliwell, la poesia contiene la parola fuccant, un ibrido costituito da una parola di radice inglese coniugata secondo le regole della lingua latina, nascosta nel testo grazie a un sistema di criptazione noto come cifrario di Cesare, in cui ogni lettera del testo in chiaro è sostituita, nel testo cifrato, dalla lettera che la segue nell'alfabeto. In Flen flyys la parola che si legge al posto di "fuccant" è infatti "gxddbou".

L'intero verso in cui compare la parola recita "Non sunt in coeli, quia gxddbov xxkxzt pg ifmk." vale a dire "Essi [i frati] non sono in Paradiso, poiché ..." seguito da una serie di vocaboli che, una volta decifrati, tenendo conto dell'alfabeto del tempo e del fatto che la "u" e la "v" erano intercambiabili così come la "i" e la "j", e che una doppia "u" rappresentava una "w", recitano "fvccant vvivys of heli", ossia "...essi scopano le mogli di Ely", dove la parola "heli" è un calembour che utilizza la parola "hell" (in italiano: "inferno") e il nome della cittadina di Ely, nel Cambridgeshire.
Il componimento contiene anche il verso "Fratres cum knyvys goth about and txxkxzv nfookt xxzxkt.", il quale, una volta decodificate le ultime tre parole con i criteri sopraccitati, si può rendere in italiano come: "I frati vanno in giro con i coltelli e copulano con le mogli degli uomini".